# Фернандес Сантини, Хосе
Хосе Антонио Фернандес Сантини (исп. José Antonio Fernández Santini; род. 14 февраля 1939, Сан-Висенте-де-Каньете, Лима) — перуанский футболист, защитник.

## Карьера

### Клубная карьера
Во взрослом футболе дебютировал в 1959 году в клубе «Университарио», в котором провёл одиннадцать сезонов своей игровой карьеры. Вместе с командой шесть раз становился чемпионом Перу в 1959, 1960, 1964, 1966, 1967 и 1969 годах.
В 1971 году перешёл в клуб «Дефенсор Лима», за который играл на протяжении четырёх сезонов и в 1973 году вновь стал чемпионом Перу. Завершил карьеру футболиста в 1975 году.

### Карьера в сборной
10 марта 1959 года дебютировал в официальных матчах в составе национальной сборной Перу в матче чемпионата Южной Америки в Аргентине против сборной Бразилии.
В составе сборной был участником чемпионата мира 1970 года в Мексике, где сыграл в матче против сборной Бразилии.
Всего в составе сборной принял участие в 37 матчах, забив два гола.

### Тренерская карьера
После завершения игровой карьеры Фернандес тренировал многие перуанские клубы. Наиболее заметна его работа в клубе «Дефенсор Лима», тренерский штаб которого он возглавлял в 1974—1975 годах и вновь в 1989—1990 годах.
В 1977 году тренировал команду клуба «Университарио», а в 1978—1979 годах был тренером клуба «Спортинг Кристал». В 1989—1990 годах Фернандес являлся тренером сборной Перу.

## Достижения
«Университарио»
- Чемпион Перу: 1959, 1960, 1964, 1966, 1967, 1969

«Дефенсор Лима»
- Чемпион Перу: 1973